# Elias Ellefsen á Skipagøtu
Elias Ellefsen á Skipagøtu (Copenhague, 19 de mayo de 2002) es un jugador de balonmano feroés que juega de central en el THW Kiel de la Bundesliga. Es internacional con la selección de balonmano de Islas Feroe.

## Palmarés

### IK Sävehof
- Liga sueca de balonmano masculino (1): 2021
- Copa de Suecia de balonmano (1): 2022

### THW Kiel
- Supercopa de Alemania de balonmano (1): 2023

### Consideraciones individuales
- MVP de la liga sueca de balonmano 2021-22[2]
- Mejor central del Campeonato Mundial de Balonmano Masculino Junior de 2023[3]
- Máximo goleador del Campeonato Mundial de Balonmano Masculino Junior de 2023 (55 goles)

## Clubes
| Club       | País        | Año         |
| ---------- | ----------- | ----------- |
| H71 Hoyvik | Islas Feroe | 2019 - 2020 |
| IK Sävehof | Suecia      | 2020 - 2023 |
| THW Kiel   | Alemania    | 2023 - Act. |